# El Banco
El Banco è un comune della Colombia facente parte del dipartimento di Magdalena.
Il centro abitato venne fondato da José Domingo Ortíz nel 1680.